# 里瓦杜米亚
里瓦杜米亚，是西班牙加利西亚自治区蓬特韦德拉省的一个市镇。 总面积20平方公里，总人口4161人（2001年），人口密度208人/平方公里。